# Chiesa dei Santi Filippo e Giacomo (Albaredo d'Adige)
La chiesa dei Santi Filippo e Giacomo è la parrocchiale di Coriano, frazione del Comune di Albaredo d'Adige, in provincia e diocesi di Verona; fa parte del vicariato dell'Est Veronese, precisamente dell'Unità Pastorale Albaredo-Ronco.

## Storia
Coriano fu sede plebana, anche se sono ignote le origini di questo luogo di culto.
La prima traccia documentaria risale al 16 giugno 1031, quando l’imperatore Corrado II il Salico donò al Vescovo di Verona Giovanni la corte di Coriano, nella quale sorgono due cappelle e un castello.
Nel 1075 il vescovo veronese Bruno (o Brunone) cede i diritti su Coriano al cittadino monastero dei Santi Nazaro e Celso, ma nel 1145, nella Bolla pontificia Piae postulatio voluntatis di Papa Eugenio III, una fotografia della Diocesi di Verona di quel tempo, si dichiara la pieve di Coriano come dipendente dal Vescovo di Verona.

La pieve di allora, per breve tempo sotto la giurisdizione del monastero dei Santi Nazaro e Celso e poi tornata alle dipendenze dell’Ordinario veronese, era la cappella vicina al castello, all’epoca dedicata a San Tommaso).
Passano alcuni secoli e nel 1526 avviene la visita pastorale dei delegati del vescovo di Verona Gian Matteo Giberti, con la chiesa di Coriano definita come parrocchia.
L’attuale edificio fu costruito nel 1795 sul terreno che venne donato dalla nobile famiglia Serego, mentre l’antica pieve, ubicata nei pressi del fiume Adige fu demolita.
Nel 2012, su progetto dell’architetto Walter Ambrosi, fu compiuto un intervento di restauro del campanile.

## Descrizione

### Esterno

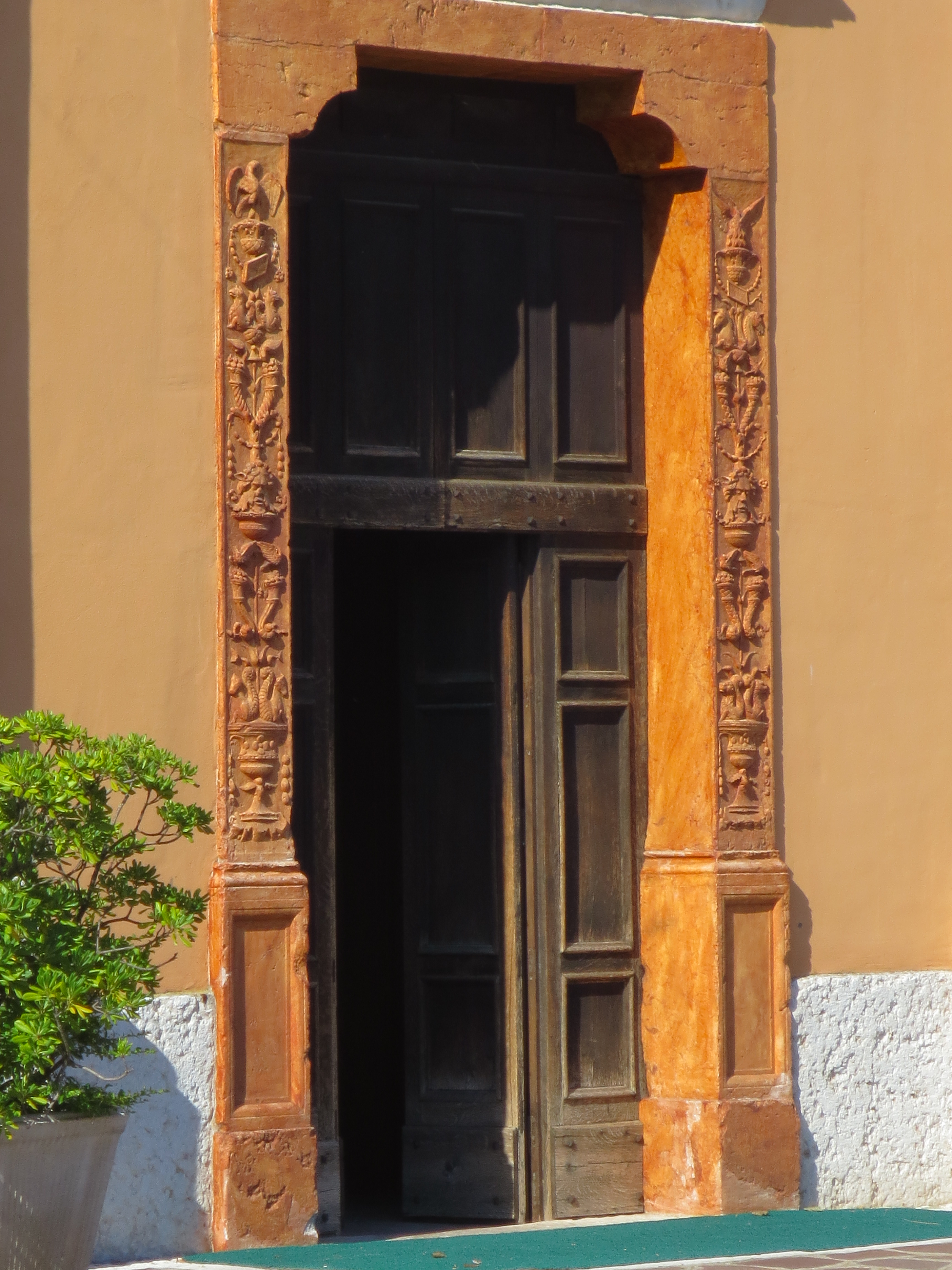
Il portale in stile rinascimentale, forse dell'antica pieve.

La facciata a capanna, rivolta a sud, in stile neoclassico, presenta una coppia di paraste di ordine tuscanico che la dividono in tre parti.

Al centro è collocate il portale rinascimentale, forse proveniente dall’antica pieve, timpanato. In asse con esso, più in alto, vi è un oculo cieco.

In alto la facciata termina con un timpano, al cui vertice sorge una grande Croce metallica.

### Interno
La chiesa presenta un’unica aula a pianta rettangolare, con una volta a padiglione e un piano centrale su cui vi è un dipinto di fine XIX secolo raffigurante ‘’Dio Padre in gloria con San Filippo e San Giacomo’’. Il sottostante pavimento è formato da lastroni quadrati di rosso ammonitico.
Le pareti della chiesa presentano lesene con capitelli ionici, impostate su un alto basamento in pietra bianca. Esse sostengono la trabeazione con fregio iscritto che percorre l’intero perimetro dell’edificio, mentre alcune finestre rettangolari introducono la luce naturale nel tempio.
Sulle pareti laterali, in posizione centrale, si aprono due semicappelle laterali: a sinistra quella dell’Immacolata Concezione, a destra quella di San Giuseppe.
Il presbiterio, introdotto dall’arco trionfale sostenuto da colonne ioniche, a base quadrangolare, elevato di due gradini in pietra bianca rispetto alla navata, è sovrastato da una volta a botte, dipinta a cielo stellato e decorata con simboli eucaristici e motivi architettonici, come nella semicalotta absidale.

Il pavimento è costituito da lastre rettangolari in marmo rosso Verona.

Le pareti presentano opere pittoriche, mentre l’adeguamento liturgico conseguente al Concilio Vaticano II ha portato alla rimozione delle balaustre, al parziale smembramento dell’altare maggiore con il tabernacolo, spostato verso la parete absidale e alla costruzione dell’altare verso il popolo con elementi di recupero di quello preconciliare.

Sui gradini del presbiterio, all’estrema sinistra, su un podio marmoreo, sorge l’ambone in legno intagliato.
L’abside, sopraelevata di altri due gradini, a base semicircolare, presenta nel centro della parete una pala risalente al XV-XVI secolo, attribuita a Pietro Lonardi, con soggetto la ‘’Madonna col Bambino] in trono, San Giacomo, San Filippo e due donatori’’.
Sul lato destro del presbiterio si trova la sacrestia.

#### L'organo
In controfacciata, su una cantoria, è collocato un organo.

## Campanile e campane
Il campanile, addossato alla parete sinistra del presbiterio, è a pianta quadrangolare, con fusto in ciottoli di fiume e mattoni di laterizio a vista.

La cella campanaria presenta una serliana per lato con balaustra, mentre la torre è coronata da una merlatura alla ghibellina.
Il concerto campanario presente oggi sulla torre è composto da 5 campane in FA#3, montate veronese e suonabili sia manualmente sia elettricamente.

Questi i dati del concerto:
1 – FA#3 – diametro 1013 mm - peso 577 kg - fusa nel 1909 da Cavadini di Verona.
2 – SOL#3 – diametro 840 mm - peso 326 kg - fusa nel 1909 da Cavadini di Verona.
3 – LA#3 – diametro 755 mm – peso 225 kg - fusa nel 1909 da Cavadini di Verona.
4 – SI3 – diametro 706 mm – peso 191 kg - fusa nel 1909 da Cavadini di Verona.
5 – DO#4 – diametro 625 mm – peso 135 kg – fusa nel 1927 da Cavadini di Verona.
Il suonatore di campane Pietro Sancassani riporta che in precedenza erano presenti cinque campane in SOL3 del 1851, ma in realtà sembra che le note del concerto fossero le stesse dell’attuale, visto che scrive che nel 1910 furono rifuse uguali.